# Wixia abdominalis
Wixia abdominalis is een spinnensoort in de taxonomische indeling van de wielwebspinnen (Araneidae).
Het dier behoort tot het geslacht Wixia. De wetenschappelijke naam van de soort werd voor het eerst geldig gepubliceerd in 1882 door Octavius Pickard-Cambridge.